# Melica imperfecta
Melica imperfecta är en gräsart som beskrevs av Carl Bernhard von Trinius. Melica imperfecta ingår i släktet slokar, och familjen gräs. Inga underarter finns listade i Catalogue of Life.